# Agence azerbaïdjanaise de la sécurité alimentaire
L’Agence azerbaïdjanaise de la sécurité alimentaire (en azéri : Azərbaycan Respublikasının Qida Təhlükəsizliyi Agentliyi) est une institution d'État sous la responsabilité du Conseil des ministres de la République d'Azerbaïdjan créé pour assurer la réglementation de la sécurité alimentaire. Le président de l'agence est Gochgar Tahmazli.

## Histoire
L’Agence azerbaïdjanaise de la sécurité alimentaire a été créée le 10 février 2017 et la provision de l'Agence a été confirmée le 13 novembre 2017.

## Droits d'agence
- proposer des initiatives pour faire partie d'accords internationaux dans la sphère appropriée;
- présenter les propositions sur la mise en œuvre des réformes dans la sphère appropriée
- créer les bases scientifiques, techniques, économiques et juridiques.
- organiser la tenue d'événements, de conférences, de forums, d'expositions dans le domaine de la sécurité alimentaire dans le pays et à l'étranger, etc.[1]

## Conférences
La première conférence internationale de Bakou sur la sécurité alimentaire, organisée par l'Agence azerbaïdjanaise de la sécurité alimentaire et les représentations de l’UE et de la Banque mondiale en Azerbaïdjan, a eu lieu le 18 mai 2018 à Bakou,.

## Fonctions de l'Agence
Selon la direction d'activité déterminée par le présent règlement, les responsabilités de l'agence sont les suivantes :
- effectuer une analyse des risques ainsi qu'une évaluation des risques, une gestion des risques et des informations sur les risques dans le domaine concerné ;
- enregistrer les produits alimentaires pour la sécurité alimentaire dans le pays, fournir des certificats de sécurité alimentaire, vétérinaires et phytosanitaires ;
- participer à la préparation de normes physiologiques rationnelles avec les autorités étatiques compétentes ;
- prendre des mesures pour assurer aux consommateurs des informations complètes, précises et nouvelles sur les exigences en matière de sécurité alimentaire ;
- faire des suggestions sur le développement du système de laboratoire pour tester les produits alimentaires en collaboration avec les autorités compétentes ;
- prendre des mesures sur le développement de l'esprit d'entreprise dans le domaine concerné et la mise en œuvre de la réglementation étatique sur le soutien gouvernemental à l'esprit d'entreprise en collaboration avec les autorités étatiques compétentes ;
- analyser la situation actuelle dans le domaine concerné, préparer et soumettre des propositions visant à améliorer le système de réglementation et de surveillance de l'État ;
- remplir les obligations découlant de l'activité de réglementation dans le domaine concerné ;
- assurer la mise en œuvre des accords internationaux auxquels la République d'Azerbaïdjan est partie ;
- identifier les priorités en matière de développement du domaine concerné, conjointement avec les autorités étatiques compétentes, pour assurer la préparation et la mise en œuvre des programmes et des concepts de développement de l'État ;
- protéger la population contre les maladies communes aux humains et aux animaux de la manière déterminée par la loi ;
- préparer et approuver un plan anti-épizootie ;
- prendre des mesures pour mettre en œuvre les obligations et les règles conformément aux exigences de l'Organisation mondiale de la santé animale (OMS) et des autres organisations internationales spécialisées dans le commerce international ;
- fournir des services de comptabilité et de compte rendu dans le domaine vétérinaire, ainsi que l'enregistrement statistique des maladies de quarantaine chez les animaux ;
- enquêter sur la situation phytosanitaire dans le pays et prendre des mesures pour la protection des plantes ;
- assurer les droits de l'homme et les libertés liés à leurs activités, afin d'empêcher leur violation ;
- veiller à informer l’État de ses activités, à la création du site Web officiel, au partage des informations sur l’État définies par la loi sur ce site et à mettre constamment à jour ces informations.
- prendre des mesures pour améliorer la structure de l'Agence ;
- remplir d'autres fonctions définies par les actes du Président de la République[5].